# 44 Nysa
44 Nysa (in italiano 44 Nisa) è un piccolo ma molto luminoso asteroide della Fascia principale. È anche il membro più brillante della famiglia di asteroidi Nysa ed è un raro asteroide di tipo E.
Nysa fu scoperto il 27 maggio 1857 da Hermann Mayer Salomon Goldschmidt dall'Osservatorio astronomico di Parigi. Alexander von Humboldt lo battezzò come il monte Nisa della mitologia greca, la dimora delle ninfe.
Nel 1985, un team di astronomi italiani, basandosi sui dati ricavati dalla curva di luce, ha ipotizzato la presenza (non ancora confermata) di un satellite di Nysa, di dimensioni pari a 50 x 25 x 25 km e orbitante a 83 km di distanza.
Il modello della forma di Nysa, riscostruito in base alla sua curva di luce, è conico, suggerendo che in realtà potrebbe trattarsi di un asteroide binario a contatto.
Finora sono state osservate solo due occultazioni stellari di Nysa.